# UCI-Trial-Weltmeisterschaften

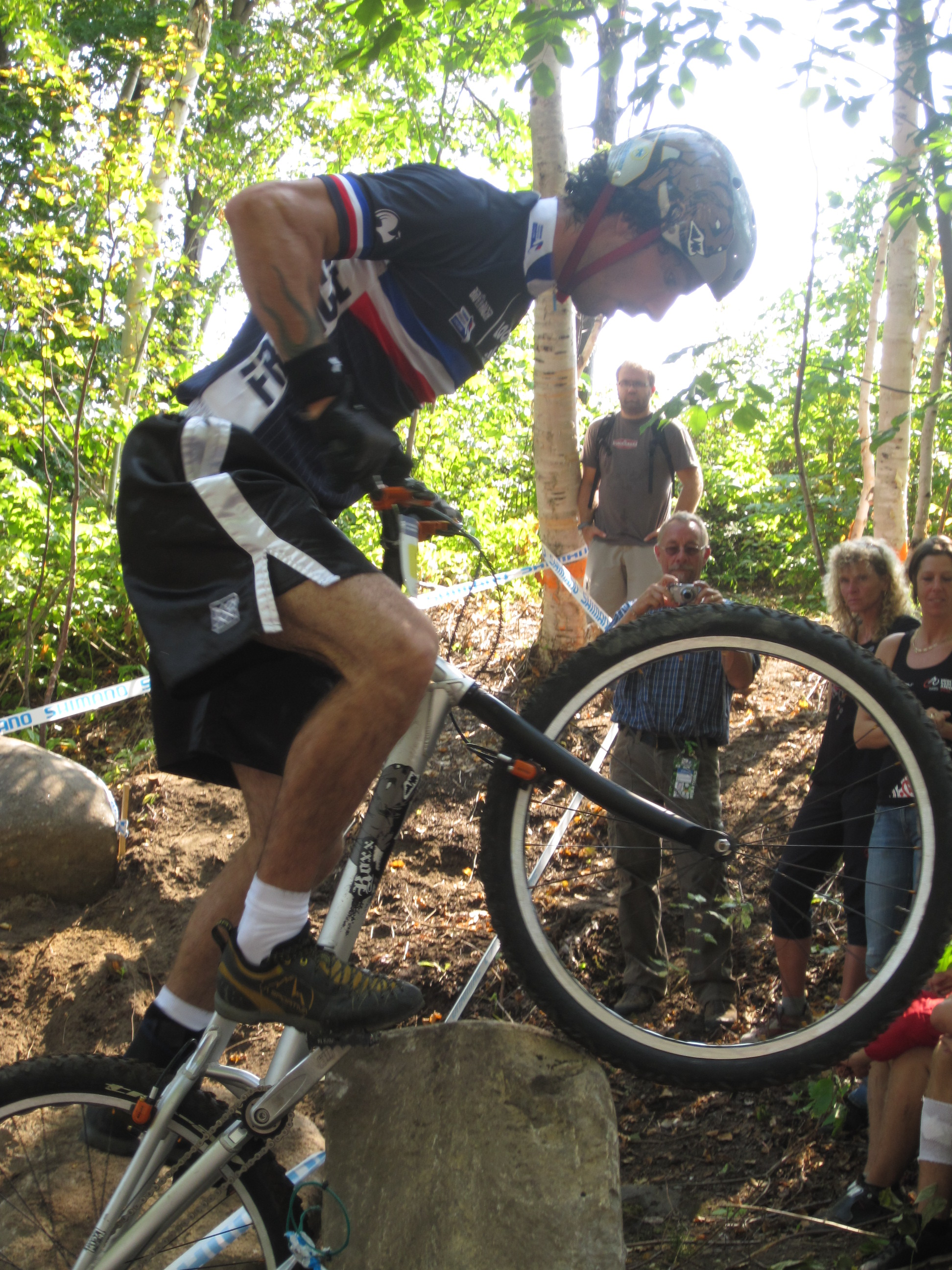
Gilles Coustellier bei der WM 2010

Die UCI-Trial-Weltmeisterschaften sind im engeren Sinne die Veranstaltungen dieses Namens, die der Radsport-Weltverband UCI von 1986 bis 1999 sowie nochmals 2021 durchführte. Sie waren der Ermittlung der Weltmeister im Fahrrad-Trial gewidmet. In anderen Jahren fanden diese Wettkämpfe zusammen mit den Mountainbike-Weltmeisterschaften bzw. im Rahmen der Urban-Cycling-Weltmeisterschaften statt. Im weiteren Sinne können daher alle WM-Titelkämpfe im Fahrrad-Trial unter diesem Begriff verstanden werden, unabhängig vom Veranstaltungsformat.

## Geschichte

### Anfänge
Trial wurde als Radsport-Disziplin vom spanischen Radsportverband RFEC 1981 anerkannt, unter dem Namen Trialsin (kurz für trial sin motor). Von 1982 bis 1985 wurde als Vorläufer der Weltmeisterschaften ein Europacup ausgetragen. 1985 bildete sich in der UCI, genauer gesagt in ihrem Amateursport-Zweig FIAC, eine Kommission für BMX und Trialsin. Die Entwicklung wurde in dieser Zeit maßgeblich von Pere Pi vorangetrieben, der zunächst bei Montesa und dann bei Monty für die Entwicklung spezieller Trial-Fahrräder zuständig war.
Ab 1986 wurden Weltmeisterschaften ausgetragen. Deren Organisation spiegelte zunächst die Ursprünge der Disziplin im Motorrad-Trial wider: Die Weltmeisterschaft wurde nach Vorbild der FIM über mehrere Läufe verteilt im Sommer ausgetragen, und es gab zahlreiche Altersklassen für Kinder und Jugendliche, die nur „Trial ohne Motor“ ausüben konnten. Die damals einzige Klasse für Erwachsene, Senior genannt, wird von der UCI als Vorläufer der Elite-Kategorie angesehen. Zusätzlich gab es ein generelles Klassement, auch Scratch genannt, das die Altersklassen ab 13 Jahren zusammenfasste, sowie ein Mannschafts-Klassement.
1987, im zweiten Jahr der WM-Titelkämpfe, wurde das Scratch-Klassement von Ot Pi, dem Sohn Pere Pis gewonnen, der noch in der Junioren-Kategorie antrat. Daraufhin wurde bei der WM 1988 eine Elite-Kategorie eingeführt. Diese ist nicht zu verwechseln mit der heute im Radsport üblichen, altersbezogenen Elite-Kategorie; stattdessen wurden Fahrer aufgrund ihrer erbrachten Leistungen zur „Elite“ befördert, bei ihrer Einführung bestand sie aus den 15 Besten des Gesamtklassements des Vorjahrs. Die übrigen Altersklassen, inklusive der Senior-Kategorie, bestanden daneben weiter, erste Frauen-Wettbewerbe wurde 1990 und 1991 abgehalten.

### Spaltung in BIU und UCI
1992 führten Meinungsverschiedenheiten über die Entwicklung des Sports zu einer Spaltung. Pere Pi und einige der wichtigsten Fahrer gründeten einen unabhängigen Verband, die BikeTrial International Union (BIU), die den Sport fortan unter dem Namen Biketrial betrieb und ihre eigenen WM-Titelkämpfe austrug. Die UCI verkürzte ihrerseits den Namen der Disziplin zu „Trial“ und führte organisatorische Neuerungen ein: Die UCI-Weltmeisterschaften wurden nunmehr in einem einzigen Lauf ausgetragen; ab 1995 wurden die Wettbewerbe nach Reifengröße in „20 Zoll“ und „26 Zoll“ eingeführt. Die alte, leistungsbezogene Elite-Kategorie wich ab 1996 der im gesamten Radsport eingeführten, altersbezogenen Elite-Kategorie. Gleichzeitig wurden die meisten Jugend-Altersklassen abgeschafft. Die UCI-Weltmeisterschaften gelten inzwischen als bedeutender als die der BIU.

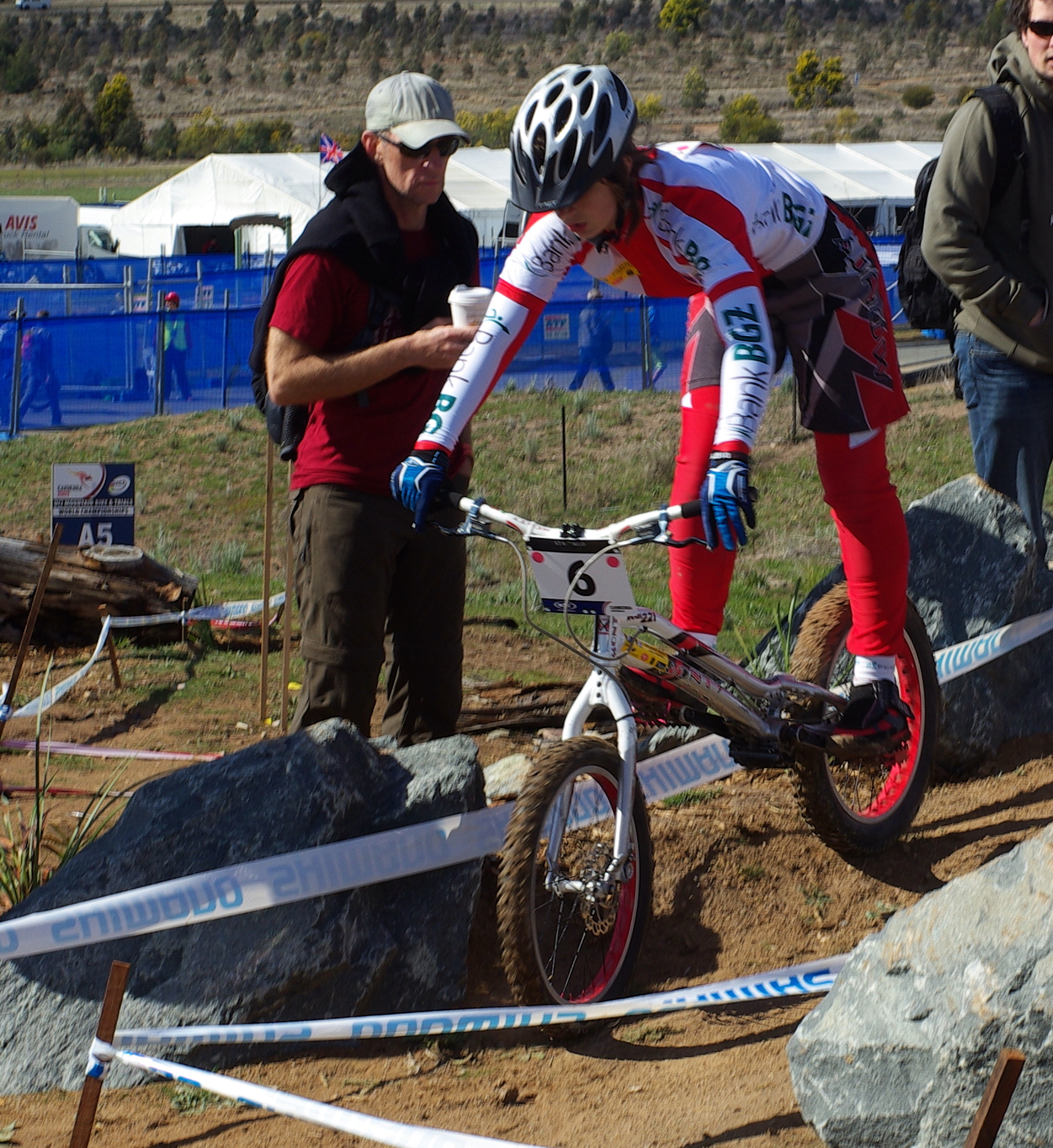
Die polnische Fahrerin Sonia Klich während der WM 2009

### Fusion mit Mountainbike-WM
Weitere wichtige Neuerungen traten 2000 in Kraft. Die Trial-Weltmeisterschaften wurden mit denen im Mountainbike fusioniert, die dafür in UCI Mountain Bike & Trials World Championships umbenannt wurden. Die Jugend-Wettbewerbe wurden zugleich mit den „UCI World Trial Youth Games“ wieder belebt und finden seither jährlich, aber getrennt von den Weltmeisterschaften statt. WM-Wettkämpfe für Frauen kamen 2001 zurück, in der „offenen Klasse“, also ohne Unterscheidung nach Reifengröße. Vorerst letzte Änderung im Programm war 2004 die Zusammenlegung der beiden nach Reifengröße ausgetragenen Mannschafts-Wettkämpfe zu einem einzigen Wettbewerb.

### Einführung der Urban-Cycling-WM
Anlässlich der Aufnahme des BMX-Freestyle in die UCI beschloss der Verband 2015, die Trial-Wettbewerbe künftig mit dieser neuen Disziplin zusammen als Urban-Cycling-Weltmeisterschaften auszutragen; diese finden seit 2017 statt. 2020 mussten sie aufgrund der Corona-Pandemie ausfallen. Ebenfalls aufgrund der Pandemie wurden die Trial-Wettkämpfe 2021 getrennt von der Urban-Cycling-WM in Vic abgehalten. 2023 fanden sie mit den meisten anderen Radsport-Disziplinen im Rahmen der Radsport-Weltmeisterschaften 2023 in Glasgow statt.

### Internationale Beteiligung
Beim ersten Lauf der Weltmeisterschaft 1986 traten 116 Teilnehmer aus neun Nationen an, vor allem aus Spanien, Deutschland, Belgien und Italien. Im Folgejahr waren mit der Tschechoslowakei ein Ostblock-Land und mit Japan eins aus Fernost vertreten, die in der Folge regelmäßig in den Medaillenrängen vertreten waren, was auch für Frankreich und die Schweiz galt.
Im Laufe der Zeit haben sich über 30 Nationen an den Wettkämpfen beteiligt, die Mehrheit davon aus Europa. Von den deutschsprachigen Ländern gehören Deutschland, die Schweiz und Österreich zu den regelmäßigen Teilnehmern, während Luxemburg und Liechtenstein noch nie vertreten waren.

## Wettbewerbe

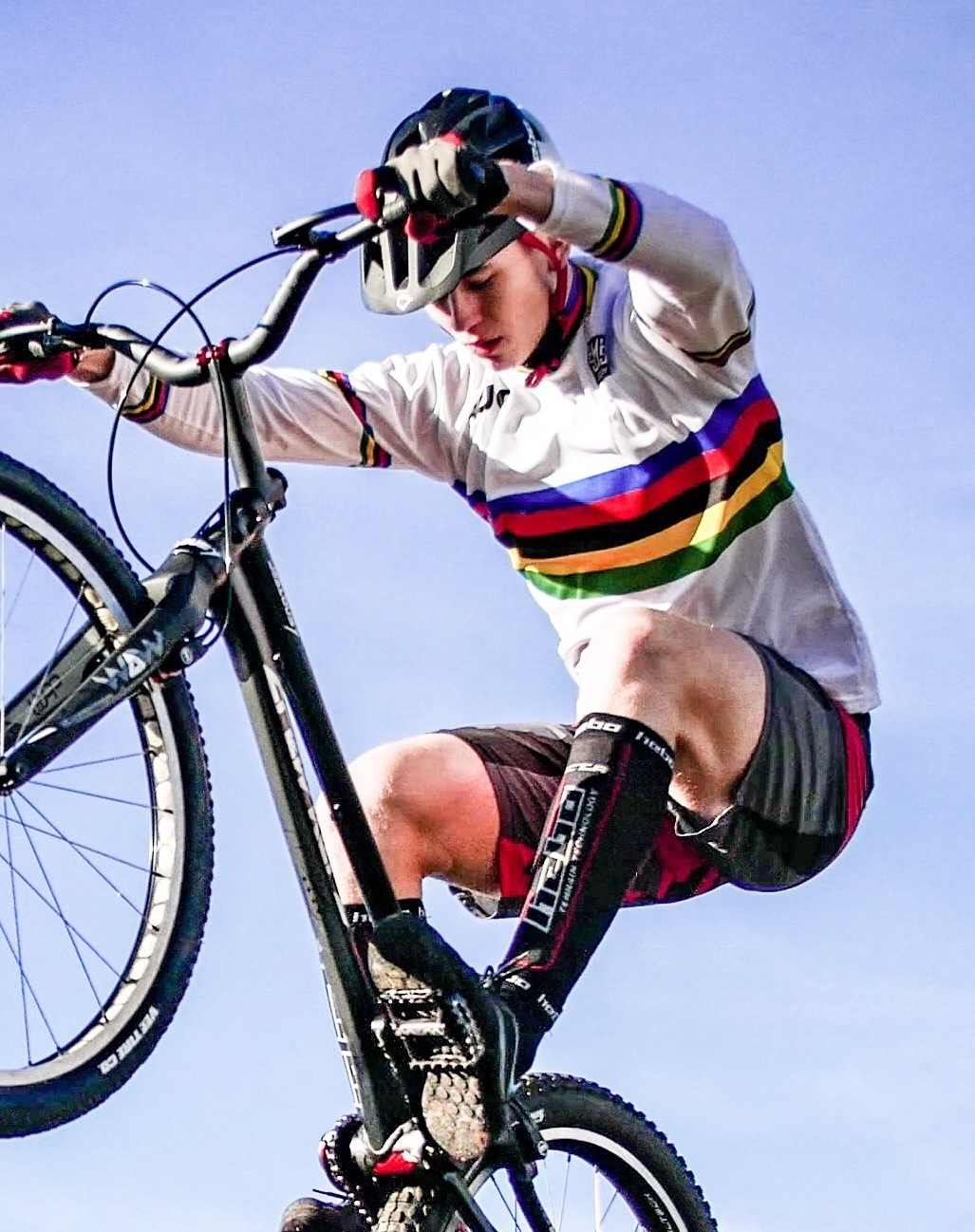
Oliver Widmann im Regenbogentrikot des Weltmeisters

Die Meisterschaften werden über vier Tage ausgetragen. Wie bei den anderen UCI-Weltmeisterschaften treten die Teilnehmer für ihren nationalen Radsportverband an.
Gegenwärtig gibt es Einzel-Wettkämpfe in fünf Kategorien sowie eine Mannschaftswertung. Einzel-Wettkämpfe bestehen in den Kategorien Männer 20 Zoll, Männer 26 Zoll, Frauen, Junioren 20 Zoll und Junioren 26 Zoll. Die Kategorien im Trial sind etwas anders als im übrigen Radsport: Es gibt keine U23- und auch keine Juniorinnen-Kategorie; die Elite beginnt bei den Männern mit 19 Jahren, bei den Junioren mit 16 und bei den Frauen mit 15; siehe auch „Kategorien im Trial“.
Die Einzel-Wettbewerbe finden in zwei Durchgängen statt. Im Halbfinale, früher Qualifikation genannt, wird der Parcours dreimal durchlaufen, und die besten sechs Athleten qualifizieren sich für das Finale. Bis 2016 wurden die Fehlerpunkte der Fahrer in jeder Sektion zusammengezählt, und der Fahrer mit der niedrigsten Punktzahl gewann. Seit 2017 sind die Sektionen in Sektoren unterteilt, und jeder erfolgreich bewältigte Sektor zählt zehn Punkte. In jeder Kategorie können pro Nation bis zu fünf Athleten antreten.
Der Modus der Mannschaftswertung war im Laufe der Zeit vielen Änderungen unterworfen und wurde lange Zeit aus den Einzel-Wettkämpfen berechnet. Seit 2015 handelt es sich um einen eigenständigen Wettkampf, bei dem die Verbände je einen Vertreter aus jeder Einzel-Kategorie starten lassen.
Die Sieger der Weltmeisterschaften haben das Recht und die Pflicht, ein Jahr lang bei allen Wettbewerben das Regenbogentrikot zu tragen. Von 1996 bis 2015 war dies mit einem blauen Trial-Piktogramm versehen. Seit 2016 ist das Trikot in allen Radsport-Disziplinen gleich.

## Austragungen
Von 1986 bis 1991 wurden die Weltmeisterschaften in mehreren Läufen ausgefahren:
- 1986:  Berga,  Petit-Cœur,  Verona,  Bilstain,  Singen
- 1987:  Berga,  La Gaude,  Bilstain,  Emmendingen,  Zürich
- 1988:  Avià,  Rochepaule,  Heidelberg,  Bilstain
- 1989:  Avià,  Petit-Cœur,  Heidelberg,  Mailand[18]
- 1990:  Bilstain,  Vlašim,  Andorra la Vella
- 1991:  Belgien,  Březová u Sokolova,  Heidelberg,  Wangen

Seit 1992 finden sie jeweils an einem Ort statt:
- 1992:  Lorca
- 1993:  Val-d’Isère
- 1994:  Zafra
- 1995:  Großheubach
- 1996:  Zuoz
- 1997:  Avoriaz
- 1998:  Cartagena
- 1999:  Avoriaz
- 2000:  Sierra Nevada
- 2001:  Vail
- 2002:  Kaprun
- 2003:  Lugano
- 2004:  Les Gets
- 2005:  Livigno
- 2006:  Rotorua
- 2007:  Fort William
- 2008:  Val di Sole
- 2009:  Canberra
- 2010:  Mont Sainte-Anne
- 2011:  Champéry
- 2012:  Saalfelden
- 2013:  Pietermaritzburg
- 2014:  Lillehammer
- 2015:  Vallnord
- 2016:  Val di Sole
- 2017:  Chengdu
- 2018:  Chengdu
- 2019:  Chengdu
- 2020: nicht ausgetragen
- 2021:  Vic
- 2022:  Abu Dhabi
- 2023:  Glasgow
- 2024:  Abu Dhabi
- 2025:  Riad
- 2026:  Riad
- 2027:  Haute-Savoie
- 2028:  Jakarta
- 2029:  Jakarta

## Palmarès
Die folgende Grafik zeigt, welche Wettbewerbe in welchen Jahren seit 1986 ausgetragen wurden. 2020 fielen die Bewerbe wegen der COVID-19-Pandemie aus.
Die aktuellen, bei den Weltmeisterschaften 2024 ermittelten Titelträger sind wie folgt:
| Wettbewerb       | Titelträger                                                                       |                             |
| ---------------- | --------------------------------------------------------------------------------- | --------------------------- |
| Männer 20 Zoll   | Alejandro Montalvo                                                                |                             |
| Männer 26 Zoll   | Jack Carthy                                                                       |                             |
| Frauen           | Alba Riera                                                                        |                             |
| Junioren 20 Zoll | Travis Asenjo                                                                     |                             |
| Junioren 26 Zoll | Roman Salaun                                                                      |                             |
| Mannschaft       | \| Spanien \| Eloi Palau Julen Saenz Vera Barón \| Victor Pérez Ferran Gonzalo \| |                             |
| Spanien          | Eloi Palau Julen Saenz Vera Barón                                                 | Victor Pérez Ferran Gonzalo |

## Medaillenspiegel
Unter Einzelmedaillen Elite sind die Ergebnisse der Männer (Senioren 1986–1987 bzw. Elite) und Frauen zusammengefasst. Die Medaillenverteilung pro Wettbewerb steht in den Unterartikeln über die Wettbewerbe, siehe Palmarès.
Bislang konnten sich Vertreter von 19 verschiedenen Verbänden in den Medaillenrängen platzieren, davon 15 in der Elite. Die meisten Medaillen haben Spanien, Frankreich und Deutschland gewonnen, während die Schweiz durch die neun Siege Karin Moors hervorsticht. Von den außereuropäischen Nationen erzielte bislang einzig die Australierin Janine Jungfels einen Sieg in der Elite; Japan war in den Anfangsjahren vor allem in den Jugend-Klassen erfolgreich, und Kanada errang zwei Medaillen bei den Junioren.
Stand: nach den Weltmeisterschaften 2024
| Platz  | Land             | Einzelmedaillen Elite | Einzelmedaillen Elite | Einzelmedaillen Elite | Einzelmedaillen Elite | Alle Wettbewerbe | Alle Wettbewerbe | Alle Wettbewerbe | Alle Wettbewerbe |
| Platz  | Land             | Gold                  | Silber                | Bronze                | Gesamt                | Gold             | Silber           | Bronze           | Gesamt           |
| ------ | ---------------- | --------------------- | --------------------- | --------------------- | --------------------- | ---------------- | ---------------- | ---------------- | ---------------- |
| 1      | Spanien          | 35                    | 33                    | 32                    | 100                   | 94               | 80               | 71               | 245              |
| 2      | Frankreich       | 16                    | 25                    | 20                    | 61                    | 52               | 52               | 45               | 149              |
| 3      | Deutschland      | 11                    | 18                    | 11                    | 40                    | 31               | 50               | 48               | 129              |
| 4      | Schweiz          | 10                    | 4                     | 1                     | 15                    | 15               | 19               | 15               | 49               |
| 5      | Großbritannien   | 7                     | 2                     | 3                     | 12                    | 16               | 7                | 4                | 27               |
| 6      | Belgien          | 6                     | 3                     | 12                    | 21                    | 13               | 11               | 23               | 47               |
| 7      | Tschechoslowakei | 2                     | 2                     | 2                     | 6                     | 9                | 11               | 7                | 27               |
| 8      | Slowakei         | 2                     | 1                     | 3                     | 6                     | 2                | 1                | 4                | 7                |
| 9      | Polen            | 1                     | 2                     | 2                     | 5                     | 3                | 7                | 12               | 22               |
| 10     | Australien       | 1                     | 1                     | 2                     | 4                     | 1                | 1                | 2                | 4                |
| 11     | Österreich       | 1                     | 0                     | 0                     | 1                     | 1                | 2                | 2                | 5                |
| 12     | Schweden         | 0                     | 1                     | 1                     | 2                     | 0                | 1                | 1                | 2                |
| 13     | Japan            | 0                     | 0                     | 1                     | 1                     | 6                | 2                | 3                | 11               |
| 14     | Tschechien       | 0                     | 0                     | 1                     | 1                     | 1                | 3                | 2                | 6                |
| 15     | Niederlande      | 0                     | 0                     | 1                     | 1                     | 0                | 0                | 1                | 1                |
| 16     | Italien          | 0                     | 0                     | 0                     | 0                     | 4                | 1                | 5                | 10               |
| 17     | Portugal         | 0                     | 0                     | 0                     | 0                     | 1                | 0                | 0                | 1                |
| 18     | Kanada           | 0                     | 0                     | 0                     | 0                     | 0                | 1                | 1                | 2                |
| 19     | Finnland         | 0                     | 0                     | 0                     | 0                     | 0                | 0                | 2                | 2                |
| Gesamt | Gesamt           | 92                    | 92                    | 92                    | 276                   | 249              | 249              | 248              | 746              |